# Tero Kinnunen
Tero Kinnunen (Kitee, 1 juni 1973), ook bekend als Tero Cavemann of Mr. TeeCee, is vooral bekend voor zijn werk als producer en roadie voor de Finse symfonische metalband Nightwish. Zijn levensfilosofie is Jij mag mij niet bevelen!!
Hij heeft ook gitaar en basgitaar gespeeld voor de bands Demon en Metoyer. Hij speelt nu voor Bitch Driven.
- MusicBrainz: 27e024cd-31d4-48ae-9a64-5395687dad25
- Virtual International Authority File: 7446154260446324480006